# Cécile Pieper
Pour les articles homonymes, voir Pieper.
Cecile Pieper est une joueuse allemande de hockey sur gazon née le 31 août 1994 à Heidelberg. Elle a remporté avec l'équipe d'Allemagne la médaille de bronze du tournoi féminin aux Jeux olympiques d'été de 2016 à Rio de Janeiro.